# 尹斗鉉
尹斗鉉（：／ Yoon Du-hyeon，1961年5月12日—），大韓民國保守派政治人物，第21屆國會議員。